# Министерство премьер-министра Израиля
Министерство премьер-министра Израиля (ивр. משרד ראש הממשלה‎) — правительственное ведомство Израиля, ответственное за реализацию политики премьер-министра Израиля, координацией деятельности правительственных министерств в различных областях и управлением процессами на национальном уровне, а также помогает премьер-министру Израиля в управлении его повесткой дня и координирует все аспекты его работы.
Министерство премьер-министра располагается в правительственном комплексе в районе «Гиват-Рам» в Иерусалиме.
В рамках министерства премьер-министра действует большое число органов, некоторые из которых интегрированы в его текущую деятельность, а некоторые из них являются исполняющими агентствами, находящимися под его министерской ответственностью.

## Подразделения
Среди центральных органов, включённых в работу министерства премьер-министра, основными являются следующие подразделения:
- Канцелярия премьер-министра (ивр. לשכת ראש הממשלה‎) — помогает премьер-министру Израиля в управлении его повесткой дня и координирует все аспекты его работы.
- Секретариат правительства[ивр.] (ивр. מזכיר הממשלה‎) — несёт ответственность за различные сферы государственной деятельности правительства, включая подготовку правительственных встреч, связь между правительством и Кнессетом, отношения между Кнессетом и Президентом государства. Секретариат действует в соответствии с «Основным законом: О Правительстве» и в соответствии с «Положением о государственной работе». Возглавляет секретариат правительственный секретарь.
- Совет национальной безопасности (ивр. המטה לביטחון לאומי‎) — отвечает за консультации по вопросам национальной безопасности с премьер-министром Израиля, выдаёт рекомендации безопасности для Кабинета министров Израиля, руководит и координирует взаимодействие между различными органами безопасности Израиля, контролирует выполнение решений, касающихся различных органов безопасности Израиля.
- Комиссия по атомной энергии (ивр. הוועדה לאנרגיה אטומית‎) — отвечает за ядерную деятельность Израиля.
- Военный секретариат[ивр.] (ивр. המזכיר הצבאי של ראש הממשלה‎) — координирует всю деятельность министерства премьер-министра с центральными органами Израильского оборонного ведомства. Его возглавляет военный секретарь премьер-министра, который является основным связующим звеном между ним, Армией обороны Израиля и министерством обороны Израиля.
- Израильский институт биологических исследований (ивр. המכון למחקר ביולוגי בישראל‎) — занимается исследованиями в области биологии, микробиологии и химии и известен тем, что разрабатывает превентивные средства защиты от биологического и химического оружия.
- Национальный экономический совет[ивр.] (ивр. המועצה הלאומית לכלכלה‎) — консультативный орган премьер-министра по экономическим вопросам, который помогает в планировании экономической политики с выделением особого внимания долгосрочному видению. Совет работает под руководством Генерального директора министерства премьер-министра и в соответствии с решением правительства о его создании.
- Национальная информационная система[ивр.] (ивр. מערך ההסברה הלאומי‎) — включает систему связей канцелярии премьер-министра и Национального информационного бюро, созданные в свете уроков Второй Ливанской войны и является центральным органом, который координирует информационную деятельность различных государственных органов как в области иностранных дел, так и в области обороны и в социально-экономических областях. Её возглавляет советник премьер-министра по СМИ.
- Отдел по связям с общественностью[ивр.] (ивр. האגף לממשל וחברה‎) — орган, созданный для содействия освещению работы правительства, несёт ответственность за разработку концепции государственного планирования и управление круглыми столами, проводимыми министерством, с организациями третьего сектора. Отдел работает под руководством генерального директора министерства премьер-министра.
- Отдел координации, мониторинга и контроля (ивр. האגף לתיאום, מעקב ובקרה‎) — координирует работу различных министерств и управляет системой мониторинга правительственных решений и вопросов по повестке дня премьер-министра. Отдел работает под руководством генерального директора министерства премьер-министра.

## Исполнительные агентства
Исполнительные агентства, которые находятся под определённым надзором министерства, но при этом существуют независимо, как отдельные структурные подразделения:
- Центральное статистическое бюро Израиля — занимается проведением исследований и публикации статистических данных по всем аспектам жизни Государства Израиль, в том числе по вопросам населения, общества, экономики, промышленности, образования и физической инфраструктуры.
- Государственный архив Израиля — занимается сбором архивных документов в любых форматах, определением политики по сохранению/уничтожению документации, надзором за работой различных архивов страны, поиском, регистраций и приёмом на хранение личных архивов.
- Администрация размежевания[ивр.] (ивр. מנהלת תנופה‎) — отвечает за оказание помощи поселенцам, эвакуированным по Плану одностороннего размежевания, главным образом в плане альтернативного жилья, компенсаций, средств к существованию и психологической помощи.
- Правительственный комитет по наименованиям[ивр.] (ивр. ועדת השמות הממשלתית‎) —  определяет ивритские названия на карте страны и их использования государственными учреждениями.
- Правительственная пресс-служба[ивр.] (ивр. לשכת העיתונות הממשלתית‎) —  отвечает за координацию обмена информацией между правительством Израиля и зарубежным пресс-сообществом в Израиле.

## Расположение
В первые дни существования государства, министерство премьер-министра находилось в Тель-Авиве. В декабре 1949 года, после решения ООН о интернационализации Иерусалима, министерство премьер-министра было переведено в Иерусалим. Были рассмотрены различные варианты размещения министерства премьер-министра, включая Дом Талиты Куми, и предложение Еврейского агентства о размещении министерства в Доме национальных учреждений. 20 декабря 1949 года по этому поводу было проведено совещание кабинета министров в «Доме национальных учреждений», и в конце августа 1962 года министерство переехало в правительственный комплекс в районе «Гиват-Рам».

## Глава министерства

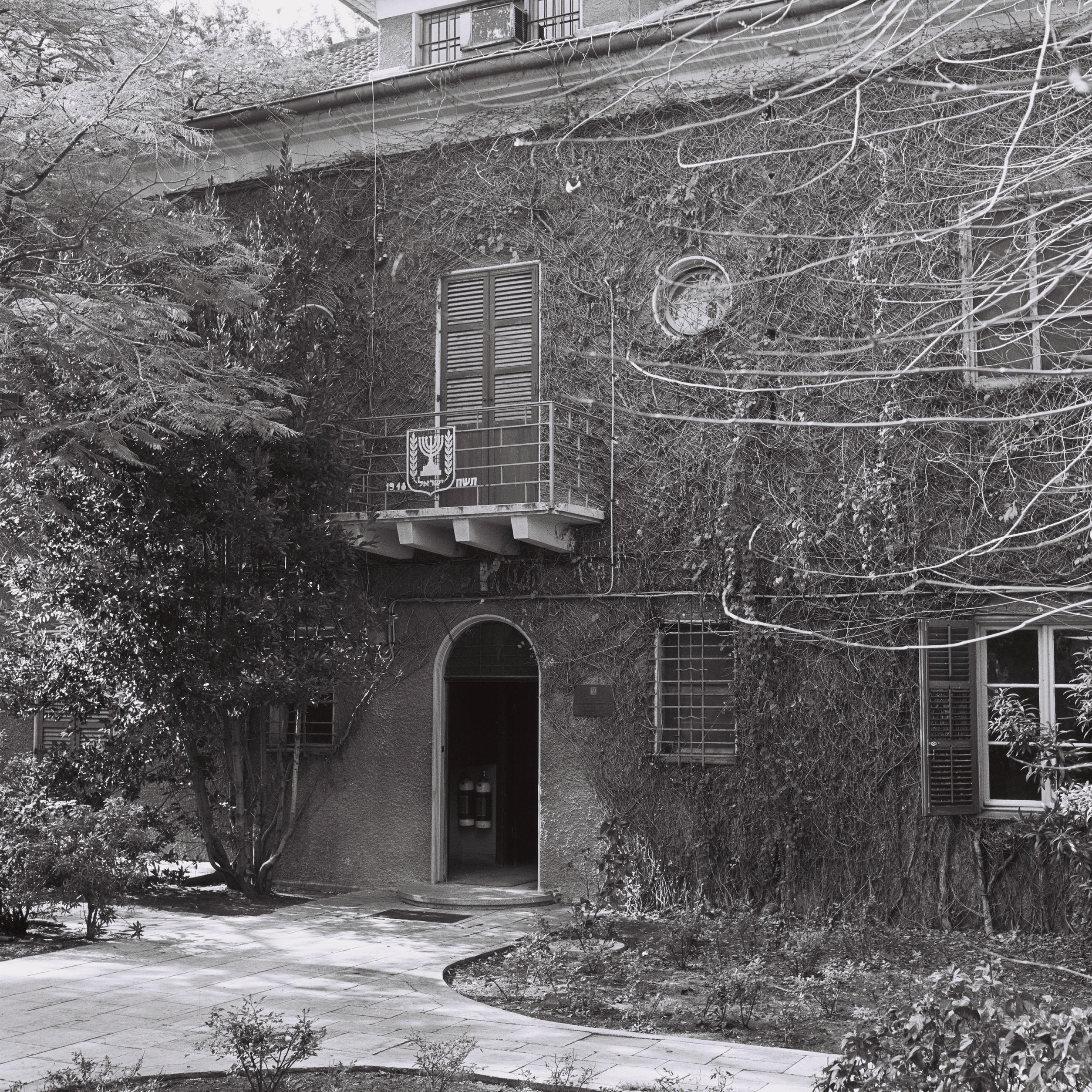

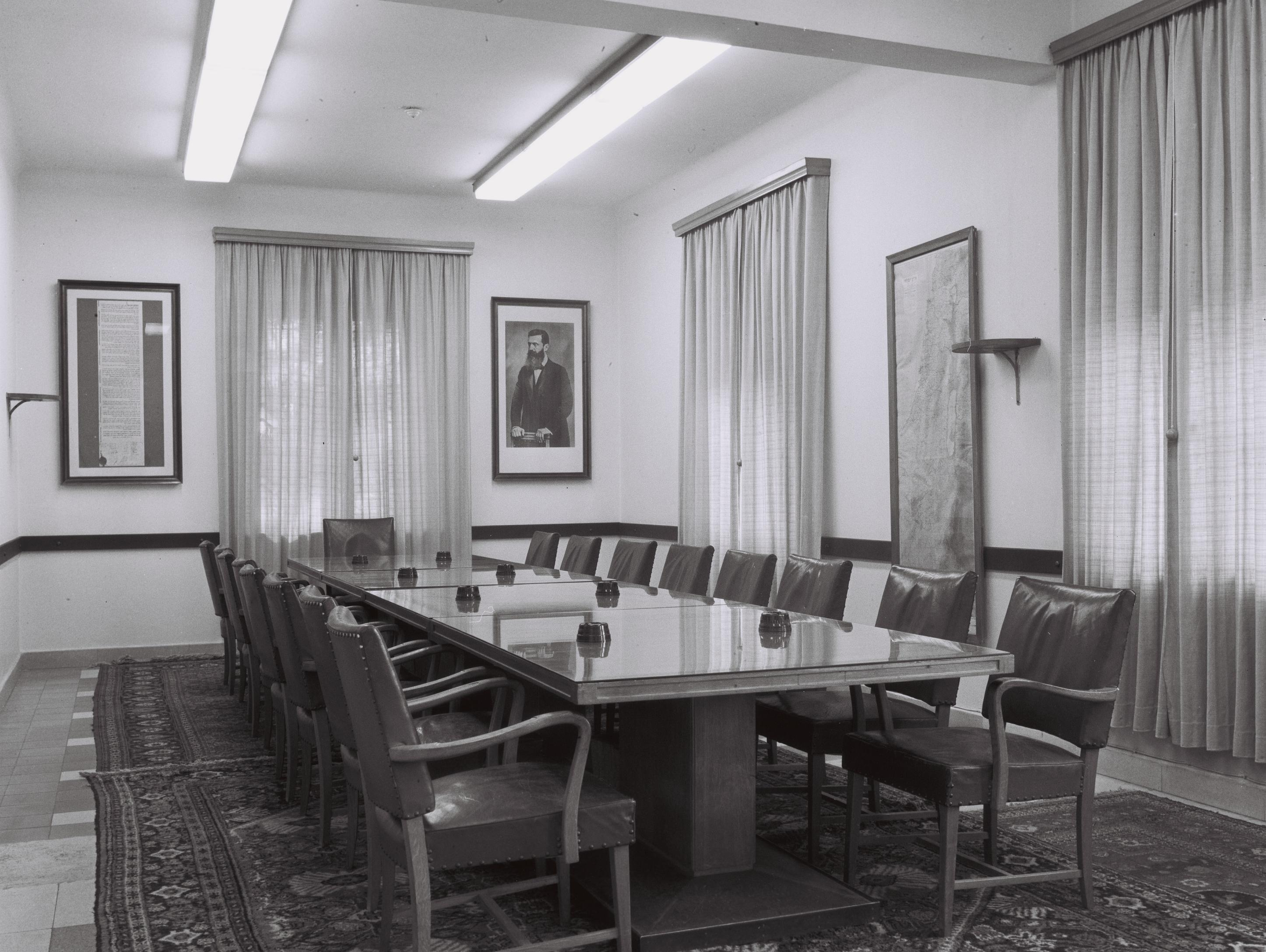

### Премьер-министр
Главой министерства является действующий премьер-министр:
| Номер | Имя                | Начало срока          | Конец срока           | Партия         |
| ----- | ------------------ | --------------------- | --------------------- | -------------- |
| 1     | Давид Бен-Гурион   | 14 мая 1948 года      | 26 января 1954 года   | МАПАЙ          |
| 2     | Моше Шарет         | 26 января 1954 года   | 3 ноября 1955 года    | МАПАЙ          |
| (1)   | Давид Бен-Гурион   | 3 ноября 1955 года    | 26 июня 1963 года     | МАПАЙ          |
| 3     | Леви Эшколь        | 26 июня 1963 года     | 26 февраля 1969 года  | МАПАЙ          |
| 4     | Голда Меир         | 17 марта 1969 года    | 3 июня 1974 года      | Маарах         |
| 5     | Ицхак Рабин        | 3 июня 1974 года      | 20 июня 1977 года     | Маарах         |
| 6     | Менахем Бегин      | 20 июня 1977 года     | 10 октября 1983 года  | Ликуд          |
| 7     | Ицхак Шамир        | 10 октября 1983 года  | 13 сентября 1984 года | Ликуд          |
| 8     | Шимон Перес        | 13 сентября 1984 года | 20 октября 1986 года  | Маарах         |
| (7)   | Ицхак Шамир        | 20 октября 1986 года  | 13 июля 1992 года     | Ликуд          |
| (5)   | Ицхак Рабин        | 13 июля 1992 года     | 4 ноября 1995 года    | Авода          |
| (8)   | Шимон Перес        | 22 ноября 1995 года   | 18 июня 1996 года     | Авода          |
| 9     | Биньямин Нетаньяху | 18 июня 1996 года     | 6 июля 1999 года      | Ликуд          |
| 10    | Эхуд Барак         | 6 июля 1999 года      | 7 марта 2001 года     | Единый Израиль |
| 11    | Ариэль Шарон       | 7 марта 2001 года     | 14 апреля 2006 года   | Кадима         |
| 12    | Эхуд Ольмерт       | 14 апреля 2006 года   | 31 марта 2009 года    | Кадима         |
| (9)   | Биньямин Нетаньяху | 31 марта 2009 года    |                       | Ликуд          |

### Исполняющий обязанности премьер-министра
В случае смерти премьер-министра в течение срока его полномочий, правительство назначает «исполняющего обязанности премьер-министра», который действует до тех пор, пока президент не изберёт кандидата на формирование правительства, и этот кандидат представляет своё правительство в Кнессете. Кроме того, начиная с 2003 года, правительство назначает исполняющего обязанности премьер-министра в том случае, если премьер-министр не может выполнять свои обязанности на постоянной основе или временно более 100 дней.
В этом случае «исполняющий обязанности премьер-министра» становится также и главой министерства премьер-министра Ихраиля.
В Израиле было фактически было три «исполняющих обязанности премьер-министра», первый после смерти Леви Эшколя, второй после убийства Ицхака Рабина и третий после госпитализации Ариэля Шарона.
- После смерти премьер-министра Леви Эшколя — был назначен исполняющим обязанности премьер-министра Игаль Алон с 26 февраля 1969 года по 17 марта 1969 года.
- После убийства премьер-министра Ицхака Рабина — был назначен исполняющим обязанности премьер-министра Шимон Перес с 5 ноября 1995 года по 22 ноября 1995 года.
- Более 100 дней госпитализации премьер-министра Ариэля Шарона — был назначен исполняющим обязанности премьер-министра Эхуд Ольмерт с 14 апреля 2006 года по 4 мая 2006 года.

## Генеральный директор министерства
Роль Генерального директора министерства заключается в руководстве работой персонала и осуществлении внутренней политики, определяемой премьер-министром по всем экономическим, социальным и гражданским вопросам.
| Имя                | Начало срока | Конец срока |
| ------------------ | ------------ | ----------- |
| Эхуд Аврил         | 1951         | 1952        |
| Теди Коллек        | 1952         | 1964        |
| Яков Херцог        | 1966         | 1972        |
| Симха Диниц        | 1972         | 1973        |
| Мордехай Газит     | 1973         | 1975        |
| Амос Эран          | 1975         | 1977        |
| Элияху Бен-Элишер  | 1977         | 1980        |
| Матитияху Шмулевич | 1980         | 1984        |
| Авраам Тамир       | 1984         | 1986        |
| Йосси Бен-Аарон    | 1986         | 1992        |
| Шимон Шевес        | 1992         | 1995        |
| Цви Элдриди        | 1995         | 1996        |
| Авигдор Либерман   | 1996         | 1997        |
| Моше Леон          | 1997         | 1999        |
| Йосси Кучик        | 1999         | 2001        |
| Рафи Пелед         | 2001         | 2001        |
| Авигдор Ицхаки     | 2001         | 2004        |
| Илан Коэн          | 2004         | 2006        |
| Раанан Динур       | 2006         | 2009        |
| Эяль Габай         | 2009         | 2011        |
| Харель Локер       | 2011         | 2015        |
| Эли Грунер         | 2015         |             |